# Paul Van Hoeydonck
Paul Van Hoeydonck (Amberes, 8 de octubre de 1925-3 de mayo de 2025) fue un pintor y escultor belga conocido por ser el único artista que cuente con una obra suya en la Luna, El astronauta caído, colocado el 1 de agosto de 1971 en su lugar por la misión del Apollo 15, en memoria de las víctimas de la carrera espacial.

## Biografía
Nace en Amberes el 8 de agosto de 1925, y toma cursos de Historia del Arte y Arqueología en esta ciudad y en Bruselas, período que termina en 1951. En 1952 tiene su primera exposición en solitario, en la Galería Buyle, en la misma ciudad.

### El astronauta caído

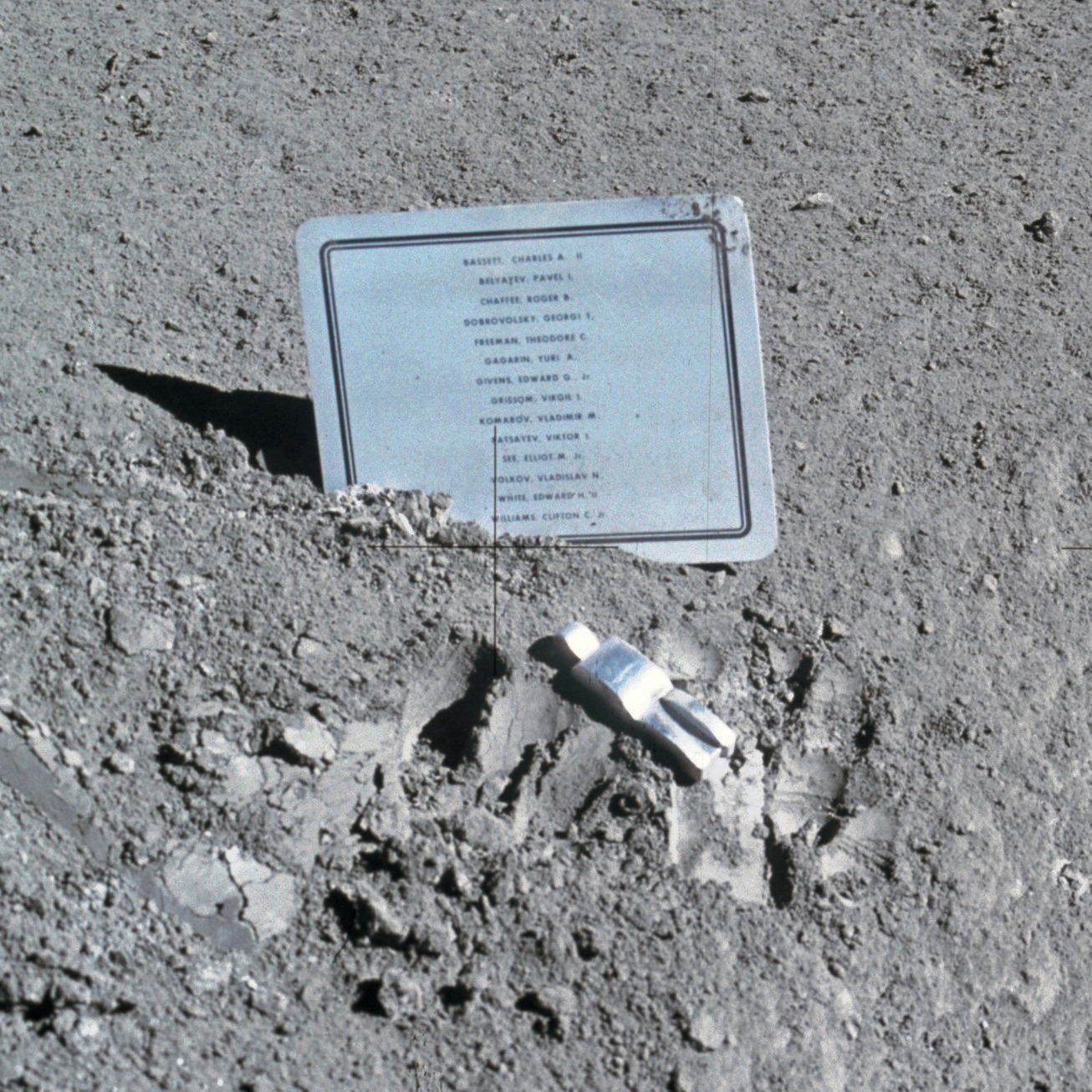
El astronauta caído en la Luna, fotografía tomada el 1 de agosto de 1971.

Van Hoeydonck tiene sus primeros contactos con la NASA en 1968. En 1970 comienza a crear, por encargo de esta última, una escultura de aluminio de 8,5 cm de altura llamada El astronauta caído (Fallen Astronaut, en inglés), junto con una placa del mismo material. Esta fue llevada al único satélite natural de nuestro planeta, la Luna, por la misión estadounidense Apollo 15, y fue dejada en su lugar en Mons Hadley por David Scott. La placa posee los nombres de ocho astronautas y seis cosmonautas fallecidos en la carrera espacial.
Van Hoeydonck creó la obra como un tributo a los deseos de expansión de la humanidad en el espacio exterior. Esto contrasta con la visión de Scott, quien veía a la obra como un memorial, lo que Van Hoeydonck lamentaría más tarde. El artista crearía más réplicas de la obra original, una de las cuales está en manos del Instituto Smithsoniano; más tarde seguiría realizando copias para su comercialización.

## Exposiciones
- 2013-2014: Paul van Hoeydonck - Histoire Naturelle,[5] en la Facultad Universitaria de Ciencias Agronómicas de Gembloux, de la Universidad de Lieja.

## Distinciones
- 2012: investidura como doctor honoris causa por la Universidad de Lieja.